# Demokratische Volkspartei
Die Demokratische Volkspartei (DVP) war eine 1864 begründete demokratisch-liberale Partei im Südwesten Deutschlands, deren Tradition vom baden-württembergischen Landesverband der FDP fortgeführt wird.
Ihren ursprünglichen Bezug hatte die DVP in der württembergischen Demokratischen Volkspartei (VP), die sich 1868 der Deutschen Volkspartei (DtVP), 1910 der Fortschrittlichen Volkspartei (FVP) und Ende 1918 der Deutschen Demokratischen Partei (DDP) anschloss. Am 6. Januar 1946 wurde die DVP in Stuttgart erneut gegründet und beteiligte sich 1948 an der Gründung der FDP.

## Geschichte

### Deutscher Bund
Im Zuge des Deutsch-Dänischen Kriegs spaltete sich die im Deutschen Nationalverein organisierte Einigungsbewegung in verschiedene Richtungen auf. Daraufhin schlossen sich 1864/65 die Vertreter einer föderalistisch-demokratischen Lösung der deutschen Frage aus den Mittel- und Kleinstaaten des Dritten Deutschland zur Demokratischen Volkspartei zusammen. Am besten organisiert war die neue Partei in Württemberg, sie verzeichnete aber auch in Baden, Bayern, Sachsen und Thüringen einige Organisationserfolge. Die Demokratische Volkspartei konnte vorübergehend die Anhänger des Vereinstags Deutscher Arbeitervereine an sich binden. Prominente Mitglieder waren unter anderem Karl Mayer, Ferdinand Nägele und Gottlob Tafel in Württemberg; Jacob Venedey in Baden; Georg Friedrich Kolb, Franz Tafel und Nikolaus Titus in Bayern; Otto Leonhard Heubner, Emil Adolf Roßmäßler, Wilhelm Schaffrath und Franz Jacob Wigard in Sachsen sowie Christian Schüler in Thüringen. Den größten politischen Erfolg errang die Demokratische Volkspartei 1866 mit der bundesweiten Mobilisierung gegen den Deutschen Krieg. Anschließend verlagerte sich ihr organisatorischer Schwerpunkt zunehmend nach Südwestdeutschland.

### Deutsches Reich
Als Ableger der Demokratischen Volkspartei ging die Württembergische Volkspartei in den Jahren von 1863 bis 1866 unter Führung von Karl Mayer, Julius Haußmann und Ludwig Pfau aus der Fortschrittspartei im Königreich Württemberg hervor und bildete einen Zusammenschluss vieler demokratischer Revolutionäre von 1848/49. Sie war lange Zeit die bestimmende politische Kraft im „Ländle“. Am 6. Januar 1866 trafen sich die Delegierten in Stuttgart zu ihrer ersten „Dreikönigsparade“, einer Art Landesvertreterversammlung. Die Deutsche Volkspartei (DtVP) konstituierte sich 1868 in Süddeutschland als überregionale demokratisch-linksliberale Parteiorganisation. Die Württembergische Volkspartei galt seither als stärkster Landesverband der auf Reichsebene organisierten Deutschen Volkspartei, die ihren Schwerpunkt in Süddeutschland behielt. Die DtVP ging 1910 in der Fortschrittlichen Volkspartei (FVP) auf. Die in Württemberg meist nur Volkspartei (VP) genannte Partei war somit seit 1910 die württembergische Parteiorganisation der FVP. Die Volkspartei umfasste das, was man im Königreich Württemberg unter den Demokraten verstand. Die Anhänger der Volkspartei nahmen das Wort Demokratie ganz für sich in Anspruch, ihre Führer waren im Sprachgebrauch ihrer Anhänger die Volksmänner. Bedeutende Vertreter der Volkspartei in Württemberg bis zum Ende der Monarchie 1918 waren Friedrich Payer und die Gebrüder Conrad und Friedrich Haußmann. Bei der württembergischen Landtagswahl 1895 errang die Volkspartei 31 von 70 Mandaten. Damit konnte sie als stärkste Fraktion den Landtagspräsidenten, Friedrich von Payer, stellen.
Bei der Gründung der Deutschen Demokratischen Partei am Ende des Jahres 1918 schlossen sich die Demokraten dieser neuen linksliberalen Partei an. Im freien Volksstaat Württemberg während der Weimarer Republik wirkende Parteimitglieder der DDP waren zum Beispiel Theodor Liesching, Johannes von Hieber, Julius Baumann, Wilhelm Schall und Reinhold Maier. Landesvorsitzender der DDP in Württemberg war vom 7. Dezember 1918 bis 6. Januar 1921 Conrad Haußmann, danach bis 1933 Peter Bruckmann.
1933 löste sich die Deutsche Staatspartei, die sich 1930 aus dem Zusammenschluss der DDP mit dem Jungdeutschen Orden gebildet hatte, unter dem Druck der Nationalsozialisten auf, um einem Verbot zuvorzukommen.

### Nachkriegsdeutschland
Am 6. Januar 1946 wurde die Demokratische Volkspartei, mit der Abkürzung DVP, von liberalen Persönlichkeiten wie Theodor Heuss und Reinhold Maier in Stuttgart neu gegründet. Die Partei knüpfte dabei ausdrücklich an die Tradition der DDP und der VP vor 1918 an und nicht an die der DVP der Weimarer Republik. 1946 wurde Heuss Vorsitzender der DVP in der amerikanischen Besatzungszone. Landesvorsitzender der DVP in Württemberg-Baden war von 1946 bis 1952 Wolfgang Haußmann. Am 17. August 1946 konstituierte sich auch in Württemberg-Hohenzollern ein DVP-Landesverband, dessen Vorsitz am 23. Oktober 1946 Wilhelm Wirthle übernahm. Nachfolger von 1951 bis 1953 als Landesvorsitzender in Württemberg-Hohenzollern war Eduard Leuze. 1947 beteiligte sich die DVP an der Gründung der kurzlebigen Demokratischen Partei Deutschlands, deren Co-Vorsitzender Heuss wurde. Nach dem Scheitern dieser gesamtdeutschen liberalen Partei beteiligte sie sich 1948 an der Gründung der FDP in Heppenheim und ist seither deren Landesverband, erst in Württemberg-Baden und Württemberg-Hohenzollern, nach Gründung des Landes Baden-Württemberg unter der Bezeichnung FDP/DVP im gesamten Südweststaat. Mit Reinhold Maier (in Württemberg-Baden und Baden-Württemberg) stellte die DVP den einzigen liberalen Ministerpräsidenten in der Bundesrepublik Deutschland bis zur Wahl Thomas Kemmerichs in Thüringen 2020.

## Landtagswahlergebnisse

### VP und seit 1910 FVP in Württemberg
- 1906: 23,6 % – 24 Sitze
- 1912: 19,5 % – 19 Sitze

### DDP in Württemberg
- 1919: 25,0 % – 38 Sitze
- 1920: 14,7 % – 15 Sitze
- 1924: 10,6 % – 9 Sitze
- 1928: 10,1 % – 8 Sitze
- 1932: 4,8 % – 4 Sitze

### DVP in Württemberg-Baden
- 1946: 19,5 % – 19 Sitze
- 1950: 21,1 % – 22 Sitze

### DVP in Württemberg-Hohenzollern
- 1947: 17,7 % – 11 Sitze